# Anton Diabelli
Anton Diabelli (ur. 6 września 1781 w Mattsee, zm. 7 kwietnia 1858 w Wiedniu) – austriacki wydawca i kompozytor.
Urodził się w Mattsee koło Salzburga. Pobierał lekcje muzyki u Michaela Haydna. Uczył się w Wiedniu gry na fortepianie i na gitarze. W 1818 roku razem ze wspólnikiem założył firmę wydawniczą Cappi & Diabelli (zmieniła nazwę na Diabelli & Co. w roku 1824). Firma zajmowała się aranżacją popularnych utworów, dzięki czemu mogły być grane przez amatorów muzyki. Jako pierwsza opublikowała utwory Franza Schuberta.
Diabelli nie komponował wiele, ponieważ zajmował się działalnością wydawniczą. Jest autorem operetki Adam in der Klemme, mszy, pieśni, utworów przeznaczonych do grania na pianinie i gitarze klasycznej. Wśród nich można wyróżnić tzw. utwory na cztery ręce, przeznaczonych dla pianistów amatorów. Słynny stał się tom wariacji na temat walca Diabellego. Zawierał on po jednej wariacji każdego znanego w ówczesnych czasach kompozytora austriackiego oraz wielu spoza Austrii. Skomponować te utwory zdecydowało się pięćdziesięciu kompozytorów, między innymi Franz Schubert, jedenastoletni Ferenc Liszt, Carl Czerny, Friedrich Kalkbrenner, Ignaz Moscheles oraz Johann Nepomuk Hummel. Tom ten opublikowano pod nazwą Vaterländischer Künstlerverein. Beethoven zamiast skomponować jedną wariację do tomu, zdecydował się dodać 33, które opublikowano w osobnym tomie w roku 1824, są one znane jako Wariacje na temat walca Diabellego.
Diabelli zajmował się wydawnictwem do 1851 roku, które oddał pod kontrolę Karla Antona Spiny. Spina kontynuował działalność, publikując twórczość takich muzyków, jak: Johann Strauss syn i Josef Strauss.
Zmarł w Wiedniu w wieku 76 lat.